# Knemodynerus expressus
Knemodynerus expressus är en stekelart som först beskrevs av Giordani Soika 1934.  Knemodynerus expressus ingår i släktet Knemodynerus och familjen Eumenidae. Inga underarter finns listade i Catalogue of Life.